# Restitucijski koeficient trka
Restitucijski koeficient trka je brezrazsežna količina, ki je določena kot razmerje med relativno hitrostjo po trku in relativno hitrostjo pred trkom. Količino je prvi vpeljal Isaac Newton, ki je pri proučevanju centralnih trkov dveh elastičnih teles opazil, da se njuna relativna hitrost ohranja.

## Restitucijski koeficient pri centralnem trku dveh teles
Če je trk dveh teles centralen (vektorja hitrosti težišč ležita na skupni premici), je koeficient enak:
{\displaystyle e={\frac {u_{2}-u_{1}}{v_{1}-v_{2}}}}; {\displaystyle v_{1}>v_{2}\!\,,}
kjer sta {\displaystyle v_{1}} in {\displaystyle v_{2}} hitrosti teles pred trkom, {\displaystyle u_{1}} in {\displaystyle u_{2}} pa po trku.
Restitucijski koeficient trka je omejen na vrednosti med 0 in 1. Pri popolnoma prožnem trku je {\displaystyle e=1}, pri popolnoma neprožnem trku pa je {\displaystyle e=0}.

## Restitucijski koeficient pri trku telesa v mirujoče masivno telo
Če telo trči v masivno telo, ki miruje (npr. ob tla ali podlago), ima koeficient obliko:
{\displaystyle e={\frac {u}{v}}\!\,.}
Pri tem je {\displaystyle v} hitrost telesa pred trkom, {\displaystyle u} pa po trku.
Ta enačba je uporabna za določevanje koeficienta na osnovi višine odboja telesa od tal:
{\displaystyle e={\sqrt {\frac {h}{H}}}\!\,.}
Pri tem je {\displaystyle H} začetna višina, s katere je bilo telo spuščeno, {\displaystyle h} pa višina, na katero se je telo odbilo.